# Список спортивных манежей Москвы

В списке спортивных манежей Москвы представлены крытые манежи Москвы, предназначенные для занятий спортом, как правило футболом или легкой атлетикой. Список включает в себя действующие сооружения, строящиеся объекты и запланированные к строительству манежи, а также закрытые, демонтированные или разрушенные комплексы.
В Москве расположены не менее пяти футбольных манежей с полноразмерными полями с искусственным покрытием, а также не менее десяти легкоатлетических манежей.

## Сооружения
Арены отсортированы по алфавиту.
| Название                                   | Дата открытия    | Вмести- мость                                                | Команда   | Изображение | Вид спорта                 | Местоположение                        | Комментарий                                                     |
| ------------------------------------------ | ---------------- | ------------------------------------------------------------ | --------- | ----------- | -------------------------- | ------------------------------------- | --------------------------------------------------------------- |
| Бауманский манеж                           |                  |                                                              |           |             | Легкая атлетика            | Госпитальная набережная, д. 4/2       |                                                                 |
| Манеж ГБУ «Дворец детского спорта»         |                  |                                                              |           |             | Легкая атлетика            | Рабочая улица, 53                     |                                                                 |
| Футбольный манеж «Динамо»                  |                  |                                                              |           |             | Футбол                     | Ленинградский проспект, 36            |                                                                 |
| Олимпийский центр имени братьев Знаменских |                  |                                                              |           |             | Легкая атлетика            | Стромынка, д. 4                       |                                                                 |
| Манеж спортивного комплекса «Измайлово»    |                  |                                                              |           |             | Легкая атлетика            | 11-я Парковая улица, д.49             | Центр Олимпийской подготовки ГБУ «МГФСО» Москомспорта.          |
| Велотрек Крылатское                        | 28 декабря 1979  | 6000                                                         |           |             | Велоспорт, легкая атлетика | Крылатская улица, д. 10               | Велотрек используется в том числе для занятий легкой атлетикой. |
| Дворец спорта «Москвич»                    |                  |                                                              |           |             | Легкая атлетика            | Люблинская улица, д. 15, стр. 7       |                                                                 |
| Локомотив                                  | 26 февраля 2015  |                                                              | Локомотив |             | Футбол                     | Большая Черкизовская, 125             |                                                                 |
| Манеж НИУ МГСУ                             | 28 сентября 2015 |                                                              |           |             | Легкая атлетика            | Ярославское шоссе, 26                 |                                                                 |
| Манеж МГУ                                  |                  |                                                              |           |             | Легкая атлетика            | Ленинские горы, д. 1, стр. 36         |                                                                 |
| Стадион «Олимп»                            | 2018 (план)      |                                                              |           |             | Футбол                     | Суздальская улица                     |                                                                 |
| Легкоатлетический манеж РГУФК              |                  |                                                              |           |             | Легкая атлетика            | Сиреневый бульвар, д. 4               |                                                                 |
| Спартак                                    |                  |                                                              | Спартак   |             | Футбол                     | Малый Олений переулок, 23, стр. 1А    |                                                                 |
| Манеж ГБУ «Спортивная школа № 82»          | 2018 (план)      |                                                              |           |             | Легкая атлетика            | Инженерная, вл. 5а                    |                                                                 |
| Легкоатлетическо-футбольный комплекс ЦСКА  | 1979             | 8000 (4000 в легкоатлетическом зале, 4000 в футбольном зале) |           |             | Легкая атлетика, футбол    | Ленинградский проспект, д. 39, стр. 1 |                                                                 |